# Canton de Sainte-Rose
Le canton de Sainte-Rose est un ancien canton de l'île de La Réunion, département d'outre-mer français de l'océan Indien. Il correspondait exactement à la commune de Sainte-Rose.

## Histoire
| Période                                                    | Période | Identité             | Étiquette    | Qualité |
| ---------------------------------------------------------- | ------- | -------------------- | ------------ | --- |
| Les données antérieures à 1958 ne sont pas encore connues. |         |                      |              | |
| ?                                                          | ?       | Adrien Payet         |              | |
| 1958                                                       | 1976    | Dominique Sauger     | DVD          | Avoué Maire de Sainte-Rose (1958-1971)                                                                       |
| 1976                                                       | 1994    | Alix Elma            | DVG puis UDF | Directeur d'école retraité Maire de Sainte-Rose (1974-1983) Vice-président du conseiller général (1983-1988) |
| 1994                                                       | 2001    | Michel Vergoz        | PS           | Pharmacien Maire de Sainte-Rose (1989-2001) Conseiller régional (1998-2011)                                  |
| 2001                                                       | 2015    | Bruno Mamindy-Pajany | DVD          | Directeur d'un organisme de formation Maire de Sainte-Rose (2001-2015)                                       |